# Becege '74
Becege '74 is een basketbalvereniging in Doetinchem. 
De club is opgericht in 1974 en was destijds naast omnivereniging D.O.C.-Stap Orion de tweede basketbalvereniging in Doetinchem. 
Anno 2010 speelt het eerste damesteam in de eerste klasse van Rayon Oost van de Nederlandse Basketball Bond; het eerste herenteam speelt in de tweede klasse van Rayon Oost. Thuishaven van de vereniging is sporthal De Bongerd in Doetinchem.